# Patrícia Marková (Fußballspielerin)
Patrícia Marková (* 16. Mai 1995 in Bratislava) ist eine slowakische Fußballspielerin.

## Karriere

### Im Verein
Marková begann ihre Karriere beim ŠK Slovan Bratislava, bevor sie am 19. Dezember 2011 auf Leihbasis nach Österreich zum SC/ESV Parndorf ging. Sie lief in elf Spielen für Parndorf auf und erzielte dabei zehn Tore, bevor Marková am 7. August 2012 in die Slowakei zurückkehrte. Sie spielt seither wieder für den Champions-League-Teilnehmer ŠK Slovan Bratislava.

### Nationalmannschaft
Marková ist aktuelle A-Nationalspielerin für die Slowakische Fußballnationalmannschaft der Frauen.

## Erfolge
- Slowakischer Meister (2×): 2010, 2011